# Tai Shi-Yan
Tai Shi-Yan (né en 1951) est un athlète taïwanais, spécialiste du 110 mètres haies et du 400 mètres haies.

## Biographie
Il remporte la médaille d'or du 110 m haies et du 400 m haies lors des championnats d'Asie 1975, à Séoul.

### Palmarès
| Date | Compétition         | Lieu    | Résultat | Épreuve     | Performance |
| ---- | ------------------- | ------- | -------- | ----------- | ----------- |
| 1973 | Championnats d'Asie | Manille | 3e       | 400 m haies | 53 s 1      |
| 1975 | Championnats d'Asie | Séoul   | 1er      | 110 m haies | 14 s 24     |
| 1975 | Championnats d'Asie | Séoul   | 1er      | 400 m haies | 51 s 15     |

### Records
| Épreuve     | Performance | Lieu  | Date         |
| ----------- | ----------- | ----- | ------------ |
| 400 m haies | 51 s 15     | Séoul | 14 juin 1975 |